# Терновка (Балашовский район)
Терно́вка — село в Балашовском районе Саратовской области России. Административный центр Терновского муниципального образования. Основано в 1798 году.

## География
Село находится в западной части Саратовского Правобережья, в пределах Окско-Донской равнины, в степной зоне, при автодороге 63К-00150, на расстоянии примерно 25 км (по прямой) к юго-западу от города Балашов, административного центра района. Абсолютная высота — 170 м над уровнем моря.
Климат
Климат характеризуется как умеренно континентальный с холодной малоснежной зимой и сухим жарким летом. Среднегодовая температура воздуха — 4,3 — 4,7 °C. Средняя многолетняя температура самого холодного месяца (января) составляет −11,1 °С (абсолютный минимум — −39 °С), температура самого тёплого (июля) — 20,7 °С (абсолютный максимум — 39 °С). Средняя продолжительность безморозного периода 145—155 дней. Среднегодовое количество атмосферных осадков — 476 мм, из которых 200—300 мм выпадает в период с апреля по октябрь. Снежный покров держится в среднем 130—135 дней в году.
Часовой пояс
Село Терновка, как и вся Саратовская область, находится в часовой зоне МСК+1. Смещение применяемого времени относительно UTC составляет +4:00.

## Население
| 2002 | 2010  |
| ---- | ----- |
| 1216 | ↘1049 |

Половой состав
По данным Всероссийской переписи населения 2010 года, в половой структуре населения мужчины составляли 45,5 %, женщины — соответственно 54,5 %.
Национальный состав
Согласно результатам переписи 2002 года, в национальной структуре населения русские составляли 93 % из 1216 чел.

## Улицы
| - ул. Дорожная, - ул. Ленинская, - ул. Коммунистическая, | - ул. Пионерская, - ул. Пролетарская, - ул. Советская. |